# Juventud Sandinista
Juventud Sandinista 19 de Julio es la organización juvenil del Frente Sandinista de Liberación Nacional, partido político de Nicaragua. La agrupación se formó durante la Revolución Sandinista y fue fundada  el 23 de agosto de 1979.

## Historia
En 1980 participó activamente y fue uno de los apoyos de la Cruzada Nacional de Alfabetización que logró reducir el analfabetismo de más del 50 %, hasta un escaso 13%
Durante el contexto de la Guerra civil de Nicaragua de los años 1980, la Juventud Sandinista fue parte fundamental en el reclutamiento de jóvenes en el Servicio Militar Patriótico, con la intención de batallar contra los Contra, financiados por Estados Unidos.
En los 90, la Juventud Sandinista continuó trabajando desde abajo, participando activamente en las luchas por los derechos del pueblo, apoyo a la lucha estudiantil de UNEN por la asignación del 6% del presupuesto nacional para las universidades, trabajo organizando y aglutinando a los jóvenes para apoyar las diferentes elecciones que se llevaron a cabo.
En el 2006, tras el triunfo del Daniel Ortega Saavedra en las elecciones generales, inició un proceso de reestructuración y organización, con el objetivo de ser punta de lanza nuevamente de los programas sociales que realizaría exitosamente el gobierno sandinista, tales como la Campaña Nacional de Alfabetización, Programa Todos con Voz, Reforzamiento Escolar, Reforestación, impulso del deporte y la cultura.

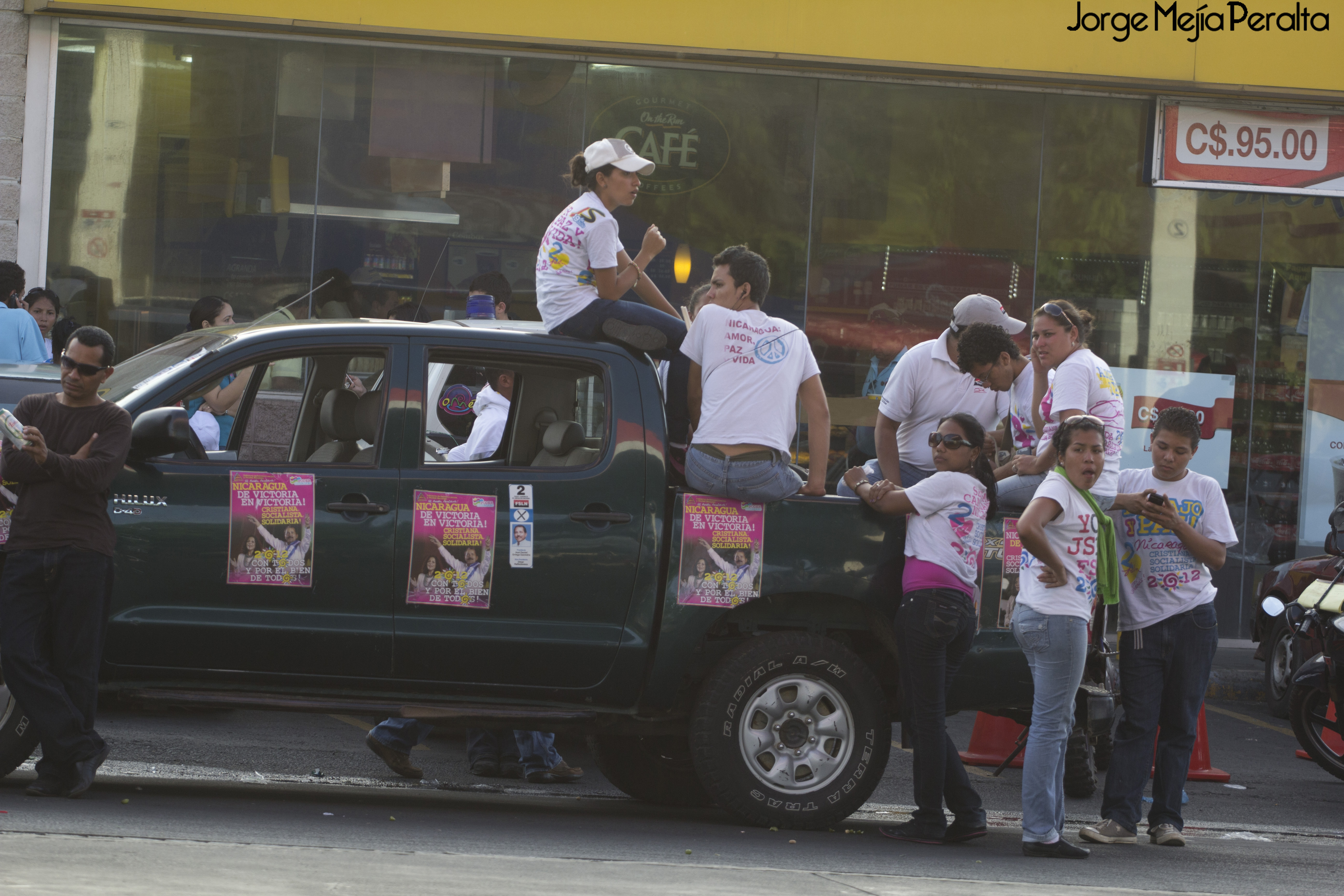
Jóvenes militantes y simpatizantes de la Juventud Sandinista (JS).

La organización tiene  una estructura sólida y presencia en todo el territorio nacional, está compuesta por seis movimientos juveniles: Promotoría Solidaria (la cual acompaña a la población en desastres, siniestros y lutos, entrega de alimentos a personas discapacitadas, madres de héroes y mártires, entre otros), Red de Jóvenes Comunicadores, Movimiento Deportivo Alexis Argüello, Movimiento Ambientalista Guardabarranco, Movimiento Cultural Leonel Rugama y Movimiento Estudiantil FES (Federación de Estudiantes de Secundaria).